# Naruto Shippūden: Cái chết tiên đoán
Naruto Shippuden: Cái chết tiên đoán (劇場版NARUTO−ナルト− 疾風伝 Gekijōban Naruto Shippūden), là một bộ phim anime phiêu lưu giả tưởng 2007 của đạo diễn Kamegaki Hajime và được viết bởi Takegami Junki. Đây là phim thứ 4 trong loạt phim Naruto. Phim được phát hành trên DVD ở Nhật Bản vào ngày 23 tháng 4 năm 2008 và ở Hoa Kỳ vào ngày 10 tháng 11, 2009.

## Nội dung
Câu chuyện mở đầu là cảnh Naruto mơ thấy mình đang chiến đấu với một con quái vật, nhưng sau đó cậu bị nó đâm xuyên qua người. Vài ngày trước đó, một người đàn ông tên Yomi tấn công một ngôi đền để giải thoát linh hồn của Mōryō, một ác quỷ đã âm mưu huỷ diệt thế giới và hòng tạo ra "Vương quốc Ngàn năm". Không có cơ thể vật lí, hắn sẽ tan biến khi ra khỏi nơi bị phong ấn, vì vậy Yomi đã lấy cơ thể của mình làm vật chứa tạm thời, đợi đến khi Mōryō lấy lại cơ thể ở một ngôi đền thuộc Chiểu Quốc.
Tuy nhiên, mối đe doạ lớn nhất đối với kế hoạch của Mōryō là nữ pháp sư Shion của Quỷ Quốc, người có thể phong ấn hắn ta một lần nữa. Hắn đã đánh giấc một đội quân ma quỷ đá để tấn công thế giới, còn nhóm thuộc hạ bốn người của Yomi được lệnh đi giết Shion, và được trao cho những sinh vật có thể truyền chakra.
Để đối phó mối hiểm hoạ này, làng Lá đã cử nhiều nhóm để ngăn chặn đội quân ma quỷ, Uzumaki Naruto, Haruno Sakura, Hyūga Neji và Rock Lee được giao nhiệm vụ hộ tống Shion đến nơi cơ thể của Mōryō bị phong ấn. Họ đã chạm trán với bốn tên thuộc hạ, ba trong số chúng đã thất bại khi tiêu diệt Naruto. Gặp Shion, cô ấy nói với Naruto về cái chết sắp tới của cậu. Trong sự hoài nghi của Naruto, một cận vệ tên Taruho đã giải thích cho cậu rằng nữ pháp sư có thể nhìn thấy tương lai, tất cả sự kiện xảy ra trong tiềm thức đều là sự thật 100%. Trên đường đến ngôi đền, cả nhóm lại đối mặt với bốn tên thuộc hạ. Cuộc chiến ác liệt diễn ra, kết quả là Taruho bị giết do sử dụng một loại nhẫn thuật biến hình, hoá trang thành Shion để bảo vệ cho cô ấy. Shion nói với Naruto về khả năng tiên tri: "Lời tiên tri thực ra chỉ là một phương pháp được dùng để bảo vệ nữ pháp sư. Vào giây phút cô ấy nhận thấy cái chết đang gần kề, linh hồn cô ấy tách khỏi thân xác và những hình ảnh về cái chết của cô ấy sẽ lần lượt hiện lên. Cũng chính trong giây phút đó, cô ấy sẽ nhìn thấy những người bên cạnh mình, họ hỏi nữ pháp sư về điềm báo trước của cái chết và tất cả bọn họ thực sự tin rằng họ phải hi sinh tính mạng của mình để bảo vệ cô ấy. Đó là cách mà nữ pháp sư tiên đoán, cô ấy hi sinh mạng sống của người khác để bản thân tiếp tục tồn tại." Naruto khẳng định mình sẽ không chết, đồng thời sẽ giữ cho Shion được an toàn.
Nhờ Lee mà Neji nhận ra ba tên thuộc hạ còn lại phải tiếp tục bổ sung chakra để chiến đấu hiệu quả. Naruto được cử đi trước cùng với Shion, còn lại cầm chân bọn ninja đó. Đến nơi, Naruto và Shion nhìn thấy đội quân ma quỷ đang đợi sẵn. Lần thứ nhất cố gắng vượt qua bọn chúng, hai người bị rơi xuống vách đá. Naruto nghĩ ra một kế hoạch và hứa sẽ bảo vệ cô. Sau đó, Naruto quay lại giữ chân bọn chúng bằng cách sử dụng thuật Đa Trọng Ảnh Phân Thân, còn Shion tiến vào ngôi đền để thực hiện nghi thức phong ấn. Nhưng tên Yomi đã ở trong đó, nữ pháp sư đụng độ với hắn ta. Hắn lừa cô sử dụng thuật kết giới rồi đi vào kết giới. Linh hồn của Mōryō phóng ra khỏi cơ thể của Yomi rồi hoà vào cơ thể bên trong lăng mộ. Ở ngoài đền, Kakashi, Temari và những người khác đến ứng cứu Naruto, cũng như tiêu diệt số quân ma quỷ còn lại. Sau đó, Naruto chạy vào đền gặp Shion và cũng đã chiến đấu với sức mạnh của Mōryō. Shion bị kéo vào một không gian u tối, được Mōryō kể về hành động của mẹ cô trong quá khứ. Chứng kiến lời tiên tri về cái chết của Naruto, cô sử dụng sức mạnh của mình để cứu Naruto, đồng thời ý định giết chính mình và Mōryō. Cuối cùng Naruto nắm lấy áo cô, kéo ra khỏi không gian đó,  rồi kết hợp sức mạnh của cậu với sức mạnh của cô để tạo ra nhẫn thuật Rasengan mạnh mẽ phá huỷ cả ngôi đền, khiến cho dung nham sôi sùng sục, phun trào hình thành núi lửa.
Ở cảnh hậu danh đề, Naruto hỏi Shion rằng nghĩa vụ pháp sư của cô chắc đã kết thúc rồi, cô đáp lại là khi ở bên trong Mōryō, cô nhận ra sự sống của hắn nảy sinh từ trong tâm hồn của những người xấu, nên có thể có một Mōryō khác xuất hiện, cần phải có những người ngăn chặn hắn. Vì vậy, cô cần truyền lại sức mạnh cho nữ pháp sư nối dõi sau này. Gián tiếp yêu cầu Naruto làm cha đứa con của cô, cô hỏi liệu cậu có giúp cô không, khiến mọi người sửng sốt. Tuy vậy, Naruto vẫn còn bản tính ngờ nghệch của mình mà đã vui vẻ đồng ý.

## Phân vai lồng tiếng
| Nhân vật       | Diễn viên lồng tiếng Nhật | Diễn viên lồng tiếng Anh | Diễn viên lồng tiếng Việt |
| -------------- | ------------------------- | ------------------------ | ------------------------- |
| Uzumaki Naruto | Takeuchi Juko             | Maile Flanagan           | Kim Anh                   |
| Haruno Sakura  | Nakamura Chie             | Kate Higgins             | Kim Ngọc                  |
| Rock Lee       | Masukawa Yōichi           | Brian Donovan            | Minh Vũ                   |
| Hyuga Neji     | Kōichi Tōchika            | Steve Staley             | Tuấn Anh                  |
| Tsunade        | Matsuki Masako            | Debi Mae West            | Linh Phương               |
| Shizune        | Nemoto Keiko              | Megan Hollingshead       | Kim Phước                 |
| Tenten         | Tamura Yukari             | Danielle Judovits        | Hoài Thương               |
| Hatake Kakashi | Inoune Kazuhiko           | Dave Wittenberg          | Chánh Tín                 |
| Might Guy      | Ebara Masashi             | Skip Stellrecht          | Trần Vũ                   |
| Nara Shikamaru | Morikubo Shōtarō          | Tom Gibis                | Quang Tuyên               |
| Temari         | Park Romi                 | Tara Platt               | Thu Hiền                  |
| Shion          | Fujimura Ayumi            | Laura Bailey             | Huyền Trang               |
| Miroku         | Orikasa Fumiko            | Laura Bailey             | Thùy Tiên                 |
| Taruho         | Fujita Yoshinori          | Wil Wheaton              | Hoàng Khuyết              |
| Moryo          | Seizō Katō                | Daran Norris             | Bá Nghị                   |
| Yomi           | Nakamura Hidetoshi        | Vic Mignogna             | Tất My Ly                 |
| Gitai          | Taniyama Kishō            | Dave Wittenberg          | Thiện Trung               |
| Setsuna        | Konishi Katsuyuki         | Keith Silverstein        | Ái Phương                 |
| Susuki         | Koshio Daisuke            | Sam Regal                | Tấn Phong                 |
| Kusuna         | Kakihara Tetsuya          | Crispin Freeman          | Mỹ Lợi                    |
| Shizuku        | Sewashiro Miyuki          | Wil Wheaton              | Chơn Nhơn                 |

## Sản xuất
Phim được sản xuất bởi Aniplex, Bandai Co., Ltd., Dentsu Inc., Pierrot, Shueisha, và TV Tokyo.

## Tiếp nhận
Ở tuần đầu Naruto Shippūdasden: The Movie đứng ở vị trí số 6. Ở tuần thứ 2 phim rớt xuống số 8 và ở lại đó trong tuần thứ 3